# Данилевичене, Рима
Рима Данилевичене (лит. Rima Danilevičienė), до замужества — Рима Маркявичюте (26 мая 1961 — 16 сентября 2014) — литовская шашистка, литовский европейский шашечный деятель, международный арбитр. Вице-президент Европейской конфедерации шашек (в 2007 году — исполняющая обязанности президента), член технической комиссии Всемирной федерации шашек. Международный арбитр. Четырёхкратная чемпионка страны по международным шашкам среди женщин.
Участница Чемпионатов Европы по международным шашкам среди женщин (2002 — 34 место, 2012 — 29 место, 2012 (рапид) — 21 место).
FMJD-Id: 10426
Результаты в национальном чемпионате
1975 — третье место,
1977 — третье место,
1978 — первое место,
1979 — третье место,
1981 — третье место,
1982 — первое место,
1991 — первое место,
1993 — третье место,
2001 — первое место,
2008 — второе место,
2013 — второе место.